# 平滑果鹤虱
平滑果鹤虱（学名：Lappula stricta var. leiocarpa）为紫草科鹤虱属劲直鹤虱的变种。分布于俄罗斯以及中国大陆的新疆、甘肃等地，一般生长在戈壁滩或干沟旁，目前尚未由人工引种栽培。